# Ю (комуна)
Комуна Ю (швед. Hjo kommun) — адміністративно-територіальна одиниця місцевого самоврядування, що розташована в лені Вестра-Йоталанд у південно-західній Швеції. Зі сходу омивається водами озера Веттерн.
Ю 172-а за величиною території комуна Швеції. Адміністративний центр комуни — місто Ю.

## Населення
Населення становить 9229 чоловік (станом на 31 грудня 2020 року). 
| Кількість населення комуни Ю за 1970-2010 роки | Кількість населення комуни Ю за 1970-2010 роки | Кількість населення комуни Ю за 1970-2010 роки | Кількість населення комуни Ю за 1970-2010 роки | Кількість населення комуни Ю за 1970-2010 роки |
| ---------------------------------------------- | ---------------------------------------------- | ---------------------------------------------- | ---------------------------------------------- | ---------------------------------------------- |
| Рік                                            |                                                |                                                | Населення                                      |                                                |
| 1970                                           | 1970                                           |                                                | 7 343                                          | 7 343                                          |
| 1975                                           | 1975                                           |                                                | 7 682                                          | 7 682                                          |
| 1980                                           | 1980                                           |                                                | 8 740                                          | 8 740                                          |
| 1985                                           | 1985                                           |                                                | 8 974                                          | 8 974                                          |
| 1990                                           | 1990                                           |                                                | 9 136                                          | 9 136                                          |
| 1995                                           | 1995                                           |                                                | 9 201                                          | 9 201                                          |
| 2000                                           | 2000                                           |                                                | 8 787                                          | 8 787                                          |
| 2005                                           | 2005                                           |                                                | 8 849                                          | 8 849                                          |
| 2010                                           | 2010                                           |                                                | 8 841                                          | 8 841                                          |
| 2020                                           | 2020                                           |                                                | 9 229                                          | 9 229                                          |
| Джерело: SCB                                   |                                                |                                                |                                                |                                                |

## Населені пункти
Комуні підпорядковано 3 міські поселення (tätort) та низка сільських, більші з яких:
- Ю (Hjo)
- Бліксторп (Blikstorp)
- Корсберґа (Korsberga)
- Корсґорден (Korsgården)
- Ґате (Gate)

## Галерея

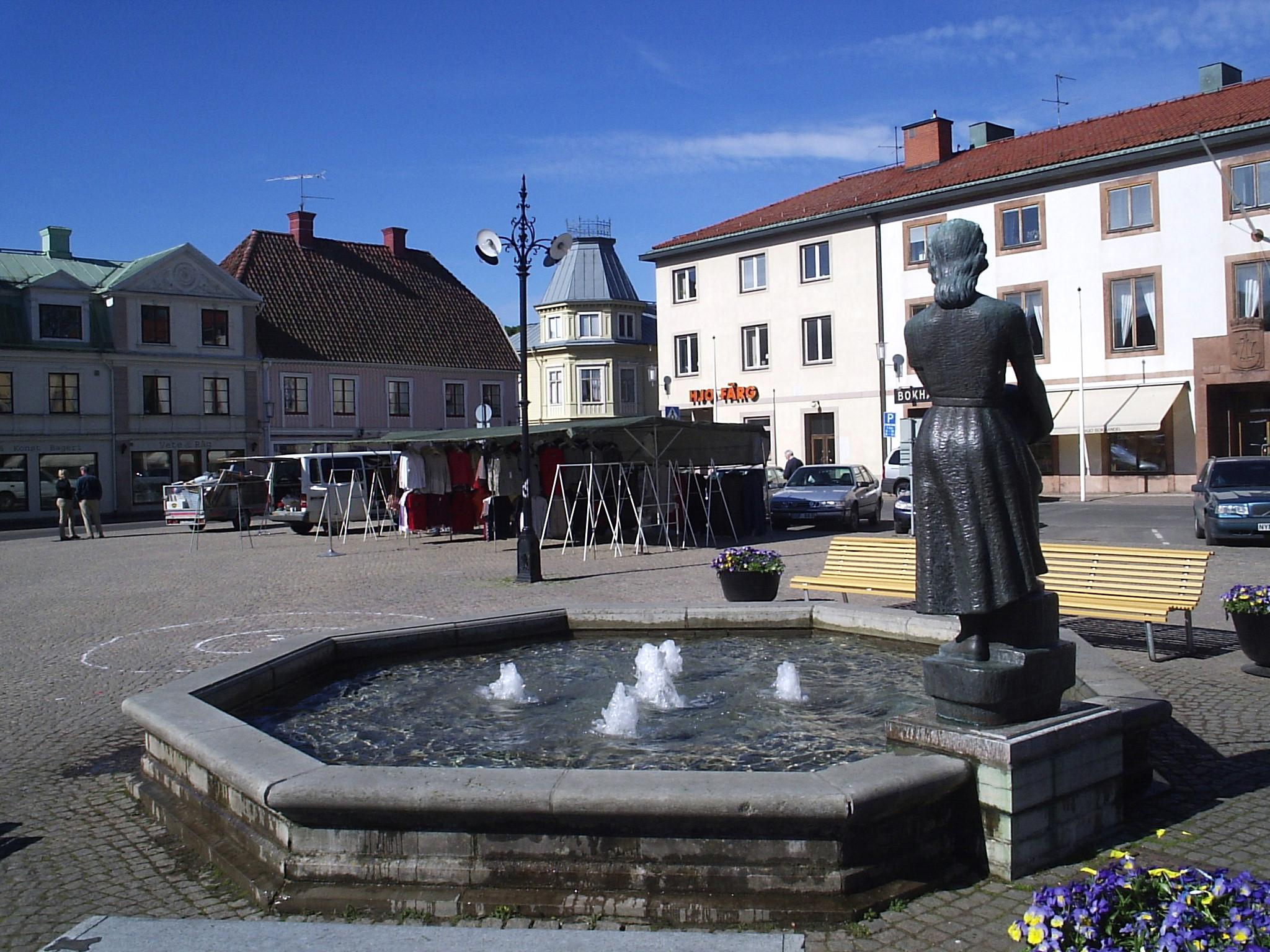
У центрі міста Ю
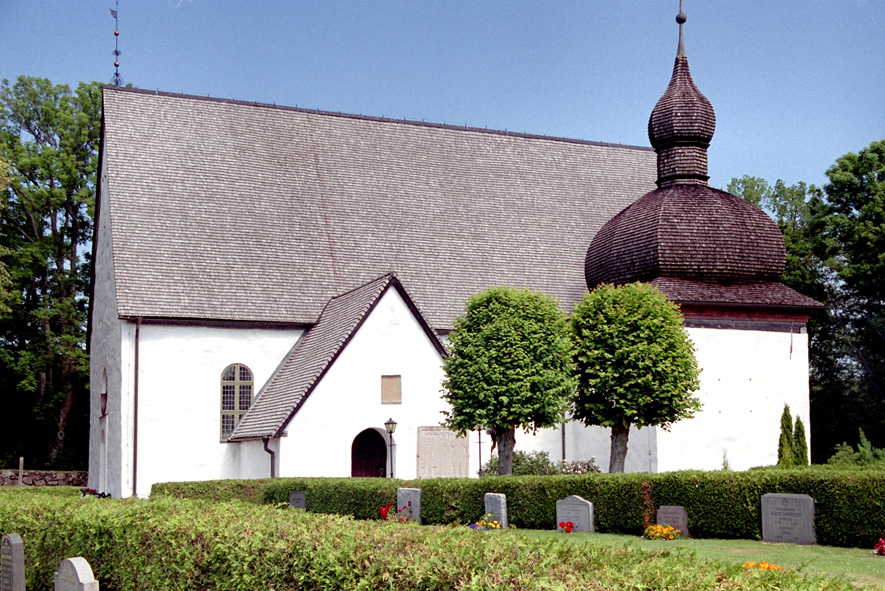
Церква (Норра-Фоґелос)
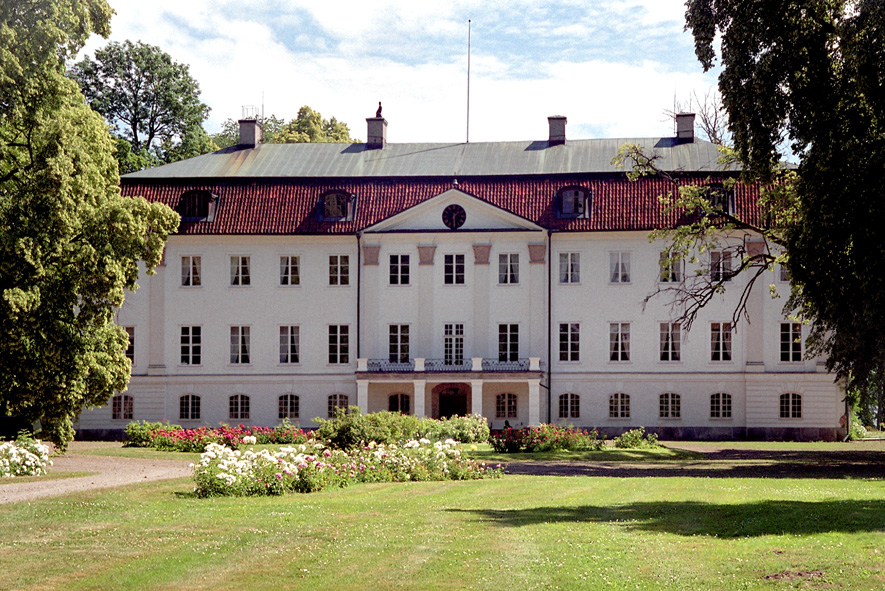
Палац Альмнес

## Виноски
1. 1 2 3 4 5 6  https://hjo.se/kommun--politik/om-hjo/historia/politisk-historik/
2. ↑  Localities in Hjo (Västra Götaland, Sweden) - Population Statistics, Charts, Map, Location, Weather and Web Information. citypopulation.de. Процитовано 24 липня 2023.